# 지천초등학교
지천초등학교는 대한민국 경상북도 칠곡군에 있는 초등학교다.

## 학교 연혁
- 1934.05.17 용산간이학교 설립인가
- 1942.03.31 지천공립국민학교 승격 인가
- 1942.04.23 지천공립국민학교 개교
- 1945.10.31 지천국민학교로 교명 변경
- 1948.07.24 제1회 졸업식 거행 (졸업생 수 59명)
- 1969.12.23 본관 콘크리트 건물 준공 (9개 교실)
- 1981.03.01 병설유치원 설립인가(1학급)
- 1996.03.01 지천초등학교로 교명 변경
- 2005.08.31 교실 및 복도 바닥, 창틀 개축(8개 교실)
- 2007.05.08 학교 숲 가꾸기
- 2011.06.10 보건실 환경 개선
- 2011.06.27 녹색학교 가꾸기
- 2011.06.30 과학실 현대화
- 2011.12.16 컴퓨터실 컴퓨터 교체
- 2012.09.01 제34대 박종욱 교장 부임
- 2012.12.03 교사 증축 및 전기공사
- 2013.01.31 돌봄교실 인테리어 공사 및 가구집기 구입
- 2013.03.02 전원학교 지정(도)
- 2013.05.03 국기계양대 교체
- 2013.06.09 조례대 설치
- 2013.07.16 교사 도색 및 방충망 설치
- 2013.09.09 글마루 도서관 개관
- 2014.02.14 제66회 졸업(총 졸업생 수: 3,044명)
- 2014.03.01 초등 6학급, 유치원 1학급 편성
- 2014.03.01 작은학교 가꾸기 지정 (도)